# Manifestations géorgiennes de 2009

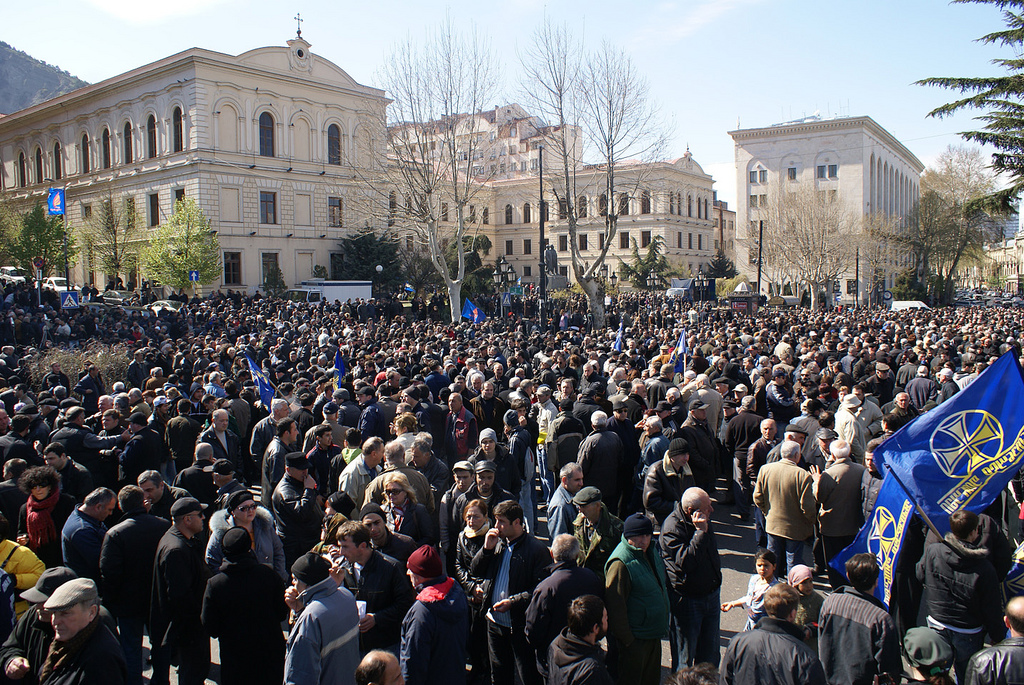
Deuxième jour de manifestation

Les manifestations géorgiennes de 2009 font référence à un rassemblement de masse d'une coalition de partis d'opposition en Géorgie contre le gouvernement du président Mikheil Saakachvili. Des milliers de personnes ont manifesté, principalement dans la capitale Tbilissi, à partir du 9 avril 2009, en réclamant la démission de Saakachvili. Le premier jour des manifestations, jusqu'à 60 000 personnes se sont rassemblées à Tbilissi. Les militants de l'opposition attendaient entre 100 000 et 150 000 participants,. Les manifestations se sont poursuivies pendant plus de trois mois, bien que moins de personnes y aient participé avec le temps. Le 26 mai 2009, jour de l'indépendance (en) de la Géorgie, 50 000 manifestants y ont pris part. Bien que pacifiques au début, il y a eu des affrontements entre la police géorgienne et les manifestants,.  Les rassemblements quotidiens ont progressivement diminué et se sont terminés, sans aboutir à des résultats tangibles, le 24 juillet soit 107 jours après leur coup d'envoi.

## Opposition
Le 27 mars 2009, 13 partis d'opposition conviennent de tenir un rassemblement conjoint pour exiger la démission de Saakachvili dans une annonce intitulée Manifeste de l'unité. Il est signé par l'Alliance pour la liberté (unissant le Parti de la liberté (en), le Parti des femmes pour la justice et l'égalité, les traditionalistes (en) et le Parti du futur); le Parti conservateur (dirigé par Kakha Kukava (en) et Zviad Dzidziguri (en)); le Mouvement démocratique - Géorgie unie (dirigé par Nino Bourdjanadze); Voie de la Géorgie (dirigé par Salome Zourabichvili); Parti des industriels (dirigé par Zurab Tkemaladze et le magnat de la bière Gogi Topadze); Mouvement pour la Géorgie unie (en) (fondé par l'ex-ministre de la Défense Irakli Okrouachvili); le Parti du peuple (dirigé par Koba Davitachvili); et l'Alliance pour la Géorgie (réunissant la Nouvelle Droite, le Parti républicain et une équipe politique d'Irakli Alassania, qui avait auparavant manifesté des réserves quant à son adhésion aux manifestations). Levan Gatchetchiladze, un ancien candidat présidentiel de l'opposition, rejoint le document en tant que politicien individuel.
Selon Eka Beselia, porte-parole du parti Pour une Géorgie unie, la protestation vise à changer le pouvoir d'une manière constitutionnelle. "L'action ne sera interrompue que lorsque le pouvoir de Saakachvili prendra fin. Nous le forcerons par une manifestation pacifique mais nationale à démissionner", déclare Beselia le 13 mars. Salomé Zourabichvili souligne le 8 avril que les manifestants resteraient dans les rues jusqu'à la démission du président.
La date du 9 avril 2008 est choisie parce que ce sera le 20e anniversaire du jour où 20 personnes sont mortes alors que les troupes de l'Armée rouge soviétique dispersaient un rassemblement indépendantiste à Tbilissi.
Les partis d'opposition accusent Saakachvili de concentrer le pouvoir sur lui-même, d'utiliser la police antiémeute pour écraser les rassemblements de l'opposition en 2007 et pour le désastre de la guerre d'Ossétie du Sud en 2008. "Je ne pense pas que ce soit une surprise qu'après avoir perdu 20% du territoire géorgien et n'avoir pas de démocratie dans le pays, nous demandions la démission du président", déclare le chef de l'opposition Nino Burjanadze,.

## Préparation
Le 8 avril, la chaîne de télévision pro-opposition Maestro TV (en), basée à Tbilissi, diffuse une brève vidéo, informant le public que l'opposition et ses partisans commenceront à se rassembler dans trois lieux différents de la capitale, sur la place Avlabari, à l'Université d'État de Tbilissi et devant les bureaux de la télévision et de la radio publique, pour par la suite pour se rejoindre à devant le Parlement dans l'avenue Roustavéli.
Des diplomates étrangers appellent à un dialogue entre le gouvernement et l'opposition, et l'Église orthodoxe géorgienne exhorte l'opposition, le gouvernement et l'armée géorgienne à ne pas recourir à la force.
Le 8 avril 2009, la police géorgienne met en place un centre de surveillance pour superviser les rassemblements et invite des diplomates étrangers à surveiller de près les actions de la police et des manifestants. Le bureau du défenseur public géorgien Sozar Subari (en) et un groupe d'organisations non gouvernementales locales suivront également les événements. Irakli Alasania, leader de l'Alliance pour la Géorgie, déclare que l'opposition est disposée à coopérer avec les forces de l'ordre pour assurer la sécurité pendant les rassemblements.
Le président Saakachvili déclare qu'il n'y a "pas d'alternative au dialogue" et que le gouvernement est prêt à parler même "avec le groupe le plus petit et le plus radical". Le ministre géorgien de l'Intérieur, Vano Merabichvili, déclare que les autorités feraient preuve d'une "tolérance maximale" envers les manifestants et que la police riposterait en cas de tentative de l'opposition de prendre d'assaut les bâtiments gouvernementaux. Des équipes de pompiers et des centaines de policiers en tenue anti-émeute complète sont positionnés dans la cour du parlement et dans le centre de Tbilissi au début du 9 avril.

## Premier jour de manifestation

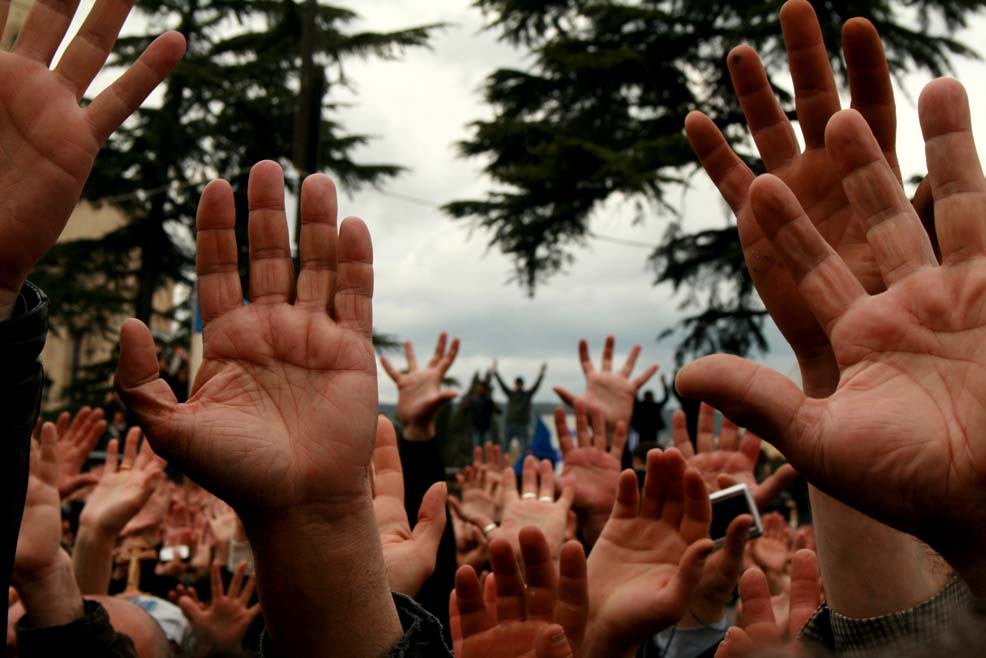
Les manifestants lèvent la main pour montrer qu'ils n'ont pas d'armes

Dans la matinée du 9 avril, le parti Mouvement démocratique-Géorgie unie affirme que 60 de ses membres ont été arrêtés lors de raids nocturnes,. Jusqu'à 60 000 personnes se rassemblent à Tbilissi le 9 avril. Les manifestants donnent à Saakachvili jusqu'à 11h00 le vendredi 10 avril pour accepter les demandes. Quelques centaines de manifestants restent la nuit devant le parlement. Les chefs de l'opposition demandent aux manifestants de se réunir à nouveau dans l'après-midi le lendemain. Eka Beselia déclare qu'il ne s'attend pas à ce que Saakachvili respecte la date limite et qu'une action concrète était prévue pour vendredi.

## Deuxième jour de manifestation
Le 10 avril, environ 20 000 personnes prennent part au rassemblement à Tbilissi. L'opposition annonce le début d'une campagne nationale de désobéissance. Les principales routes de Tbilissi sont bloquées pendant six heures, provoquant la paralysie de la circulation dans la ville. L'opposition déclare que la même action serait répétée tous les jours.

## Poursuite des manifestations

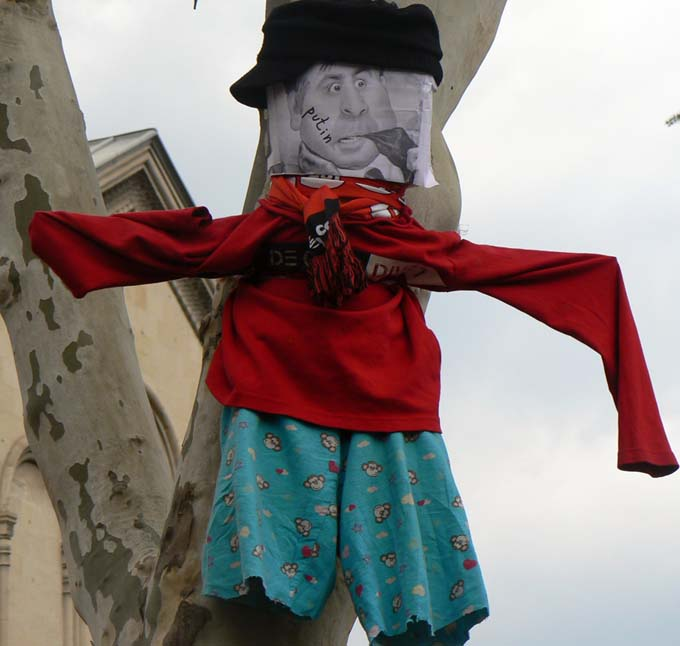
Marionnette avec le visage de Mikheil Saakachvili.

L'opposition géorgienne annonce le 12 avril 2009 qu'elle continue sa manifestation pacifique exigeant la démission du président Mikheil Saakachvili, malgré sa décision précédente de faire une pause pour une fête religieuse.
Le 13 avril 2009, les manifestants installent un camp devant le bureau du président Saakachvili et les chefs de l'opposition déclarent qu'ils sont prêts à s'entretenir avec le président, mais qu'une élection est le seul moyen de sortir de l'impasse.
Les chefs de l'opposition s'engagent à maintenir les manifestations pacifiques mais le 6 mai 2009, des manifestants et des policiers s'affrontent près d'un poste de police. Le ministère de l'Intérieur déclare que 22 manifestants et six policiers ont été blessés. L'opposition déclare que plusieurs de ses dirigeants ont également été traités à l'hôpital. Les manifestants semblent avoir convergé vers le poste de la police pour exiger la libération de trois militants de l'opposition arrêtés pour avoir battu un journaliste le 5 mai 2009.
Le 26 mai 2009, jour de l'indépendance géorgienne, cinquante mille manifestants se rassemblent pour demander la démission de Saakachvili. L'opposition force également le gouvernement à annuler le défilé militaire annuel. Les dirigeants de l'opposition insistent toujours sur le fait que les manifestations se poursuivraient jusqu'à ce que Saakachvili démissionne. Celui-ci, de son côté, réitére son refus.
Le 28 mai 2009, plusieurs manifestants et cinq policiers sont blessés lors d'un affrontement à proximité du lieu de manifestation devant le Parlement. Selon le gouvernement géorgien, au moins un policier a été poignardé et d'autres ont été battus. Cependant, l'opposition nie le rapport, affirmant qu'une vingtaine de policiers en civil avaient attaqué ses partisans avec des matraques. Des images télévisées diffusées par Maestro TV montrent des dizaines d'hommes en civil s'affrontant dans une petite rue près du Parlement. Le chef de l'opposition, Kakha Kukava, déclare que l'affrontement était "une provocation par un groupe de policiers qui a commencé à frapper les gens". Des images télévisées montrent plusieurs manifestants blessés, dont un avec du sang coulant de sa tête.
Mi-juin 2009, la police géorgienne affronte violemment les manifestants de l'opposition à Tbilissi.

## Réponse internationale
Lors d'une réunion des 28 états de l'OTAN et de leur homologue géorgien à Bruxelles, le 5 mai 2009, l'OTAN appelle au dialogue entre le gouvernement géorgien et l'opposition, à des réformes pour garantir la liberté des médias et de réunion, et demande au gouvernement d'éviter la violence contre les manifestations.

## Effets sur l'économie géorgienne
Le 7 avril 2009, Fitch Ratings avertit que le crédit à long terme de la Géorgie pourrait être revu à la baisse en raison de l'instabilité politique avant les manifestations prévues. Le 9 avril 2009, le Premier ministre géorgien Nikoloz Guilaouri avertit qu'une impasse politique et des rassemblements de protestation dans le pays toucheraient l'économie géorgienne.